# 土耳其高速铁路

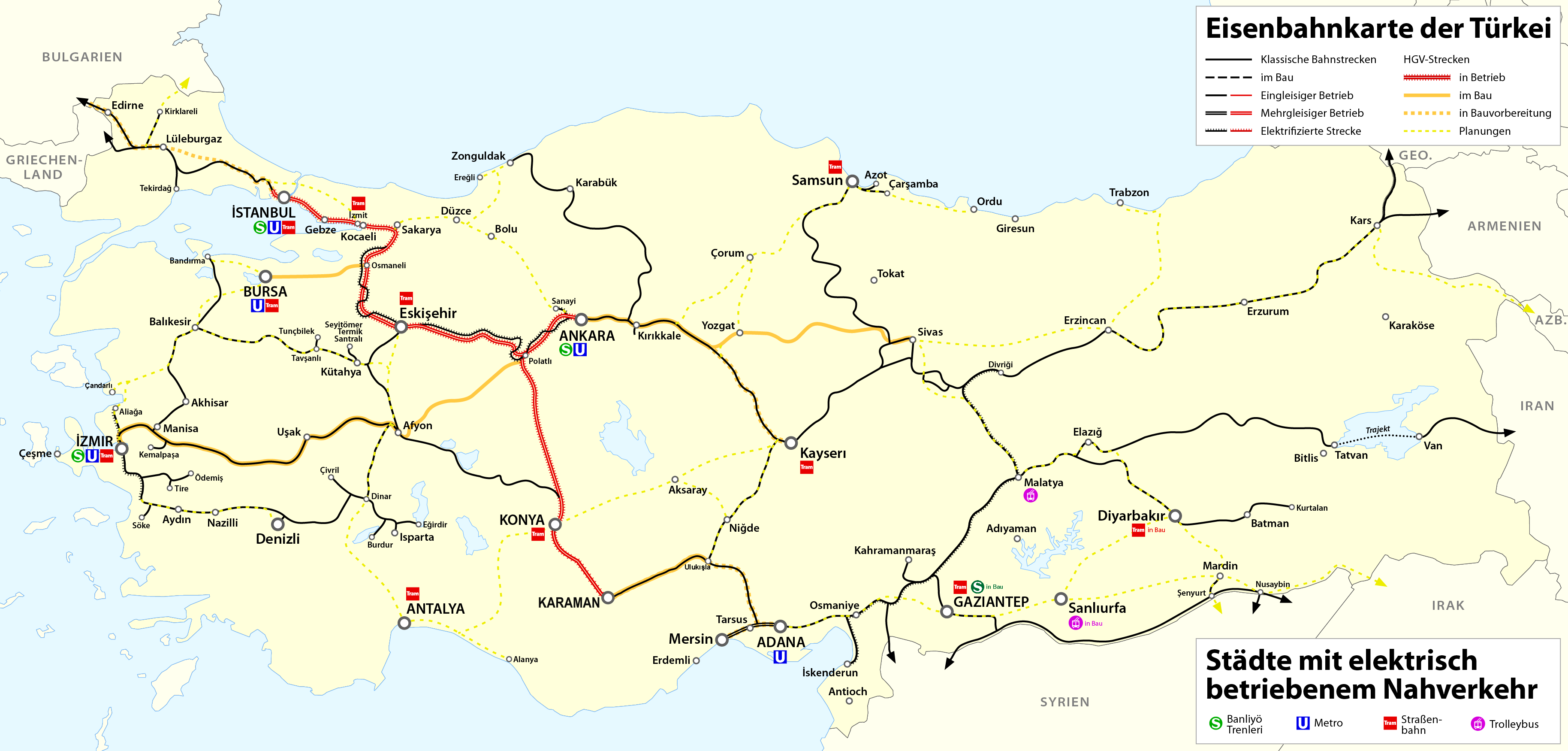
土耳其高速铁道

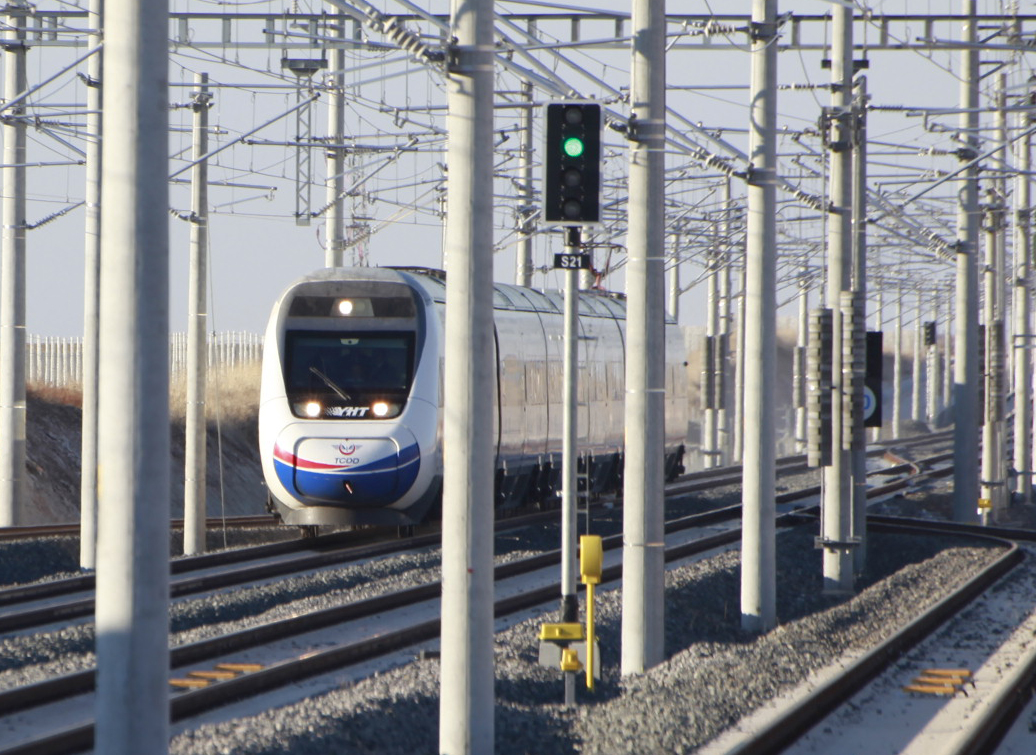
HT65000列車

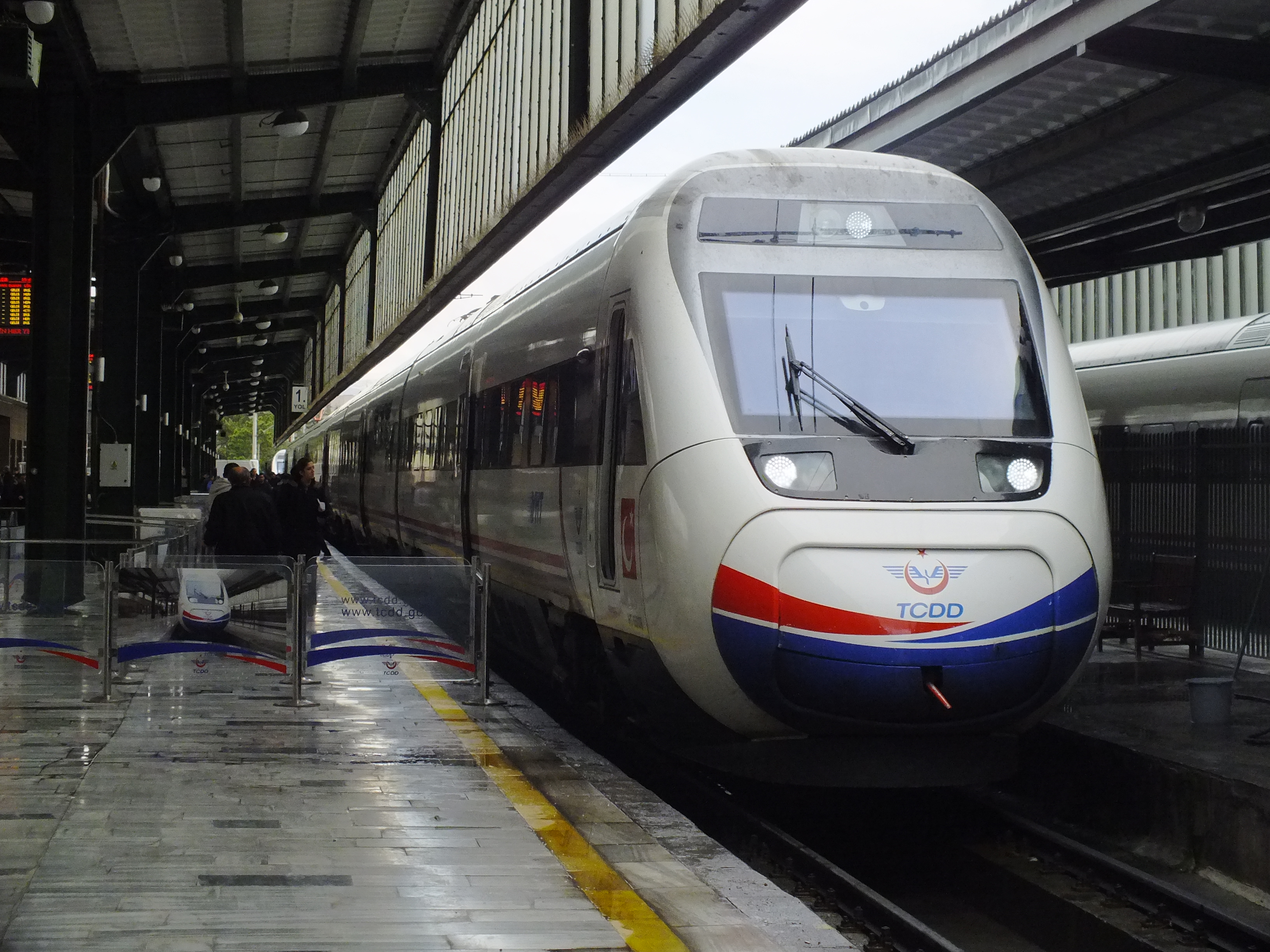
安卡拉站

土耳其高速鐵路（營運者：土耳其語：），是位於土耳其的高速鐵路。它自2003年起开始建设高速铁路。第一段路線安卡拉至伊斯坦布爾第一期安卡拉至埃斯基謝希爾段於2009年3月13日通車。第二期工程於2014年7月25日通車，第三期工程在建中。另一条路线，安卡拉至科尼亚的线路于2006年开工，並於2011年8月23日開始營運。全程旅行时间预计在70分钟。另有其他几条线连接各大都市，已经规划并将于若干年内建设。在這些路線上的最高速度為250km/h。

## 背景
土耳其首都安卡拉有500萬人口，最大城市伊斯坦布爾則有1200萬。安卡拉至伊斯坦布爾鐵路有576公里長，但只有110公里是電氣化複線。這使得高速列車無法於此線上行駛。因此，來往兩城的航班佔有約10%的乘客比重，總時間約為6.5小時。在1994年，一項現有鐵路提速計劃開始進行，名為「安卡拉–伊斯坦布爾鐵路線恢復計劃」，將路線彎道圓滑化令列車可達到運營時速約每小時100公里，並計劃複線化。土耳其國鐵打算將Esenkent（大伊斯坦布爾的一部份）至埃斯基謝希爾提速至每小時200公里。然而計劃直至1999年仍沒有進展，後來此項計劃被改為建設高速鐵路，時速可達每小時250公里。此線合同於2000年簽訂。土耳其首條高鐵連接安卡拉及伊斯坦布爾，途經埃斯基謝希爾，並於波拉特勒分支出安卡拉至科尼亞高速線。此線總長533公里，雙線電氣化並將信號系統提升至歐洲列車控制系統第一級的標準，獨立於傳統路線。首段為安卡拉至埃斯基謝希爾，於2009年3月13日通車。同年11月13日，近埃斯基謝希爾發生出軌事故。

## 歷史
- 2009年3月13日：安卡拉至埃斯基謝希爾通車。
- 2011年8月23日：安卡拉至科尼亞通車。
- 2013年3月23日：埃斯基謝希爾至科尼亞雙向直通，不需經過安卡拉或波拉特勒轉乘。
- 2014年1月17日：安伊線二期工程主體完工。[1]
- 2014年7月25日：二期工程通車。

## 路線
- 安卡拉－伊斯坦堡高速鐵路
- 安卡拉－科尼亞高速鐵路，於波拉特勒附近與安卡拉至伊斯坦堡高速線分岔
- 安卡拉－伊茲密爾高速鐵路
- 安卡拉－錫瓦斯高速鐵路
- 安卡拉－布尔萨高速鐵路
- 伊斯坦布尔－Kapıkule高速鐵路，保加利亚边界一帶

## 列車
土耳其向意大利租借了兩列ETR 500列車，作為試車之用。在試車期間，ETR 500 Y2達到土耳其鐵路速度紀錄303km/h。
客運的10列高速列车由西班牙的CAF制造，最高速度可达260km/h，稱為TCDD HT65000。韩国ROTEM和土耳其TÜVASAŞ的合资企業EUROTEM在Sakarya省的Adapazarı工厂制造高速列车。
2013年，土耳其向德國西門子訂購了一批Velaro列車，於2014年開始投入服務。

## 外部連結
- TCDD: Turkish State Railways （页面存档备份，存于）